# Automóviles eléctricos en Asia
El uso del automóvil eléctrico en Asia representa una industria creciente dentro del continente. En 2015 China fue el segundo mayor productor de vehículos eléctricos a nivel mundial, con cerca de 250 mil unidades, seguido de Japón, con cerca de 130 mil vehículos eléctricos. Adicionalmente, China representó el décimo mayor consumidor mundial de vehículos eléctricos ese año, aunque su participación fue inferior al 1% del comercio global.

## China
En 2015 China fue el segundo mayor productor de vehículos eléctricos, con cerca de 250 mil unidades, detrás de Estados Unidos con más de 400 mil y superando a Japón, con cerca de 130 mil unidades anuales.

## Corea del Sur
Todos los coches eléctricos vendidos en Corea del Sur son fabricados en el país por marcas locales.
| Registro de coches eléctricos por modelo en Corea del Sur entre 2012 y 2013 | Registro de coches eléctricos por modelo en Corea del Sur entre 2012 y 2013 | Registro de coches eléctricos por modelo en Corea del Sur entre 2012 y 2013 | Registro de coches eléctricos por modelo en Corea del Sur entre 2012 y 2013 |
| Modelo                                                                      | Ventas totales 2012–2013                                                    | Ventas 2013                                                                 | Ventas 2012                                                                 |
| --------------------------------------------------------------------------- | --------------------------------------------------------------------------- | --------------------------------------------------------------------------- | --------------------------------------------------------------------------- |
| Kia Ray EV                                                                  | 929                                                                         | 398                                                                         | 531                                                                         |
| Samsung SM3 Z.E.                                                            | 294                                                                         | 277                                                                         | 17                                                                          |
| Chevrolet Spark EV                                                          | 40                                                                          | 40                                                                          |                                                                             |
| Total                                                                       | 1 263                                                                       | 715                                                                         | 548                                                                         |

## Filipinas
El primer coche eléctrico en el país se puso en marcha en la Universidad de Silliman por Tecnologías insulares en agosto de 2007. En algunas grandes ciudades urbanas en las Filipinas como Makati, los E- Jeepneys o Jeepneys eléctricos se utilizan, así como los triciclos eléctricos. El Águila-G, un coche totalmente eléctrico de Filipinas, se puso a disposición para su compra en el país al precio bajo de $ 3.000- $ 6.000, el coche está hecho de fibra de vidrio.
Aunque se espera que los E-Jeepneys estén disponibles en muchas otras ciudades en las Filipinas y hay esperanzas de que sea revolucionario y que se convierta en un icono de las Filipinas. es una ventura de la empresa Productor Independiente de Energía Renovable Inc., dicha empresa surgió de Greenpeace y otros grupos, y Solarco, que a su vez forma parte de GRIPP .

## Hong Kong

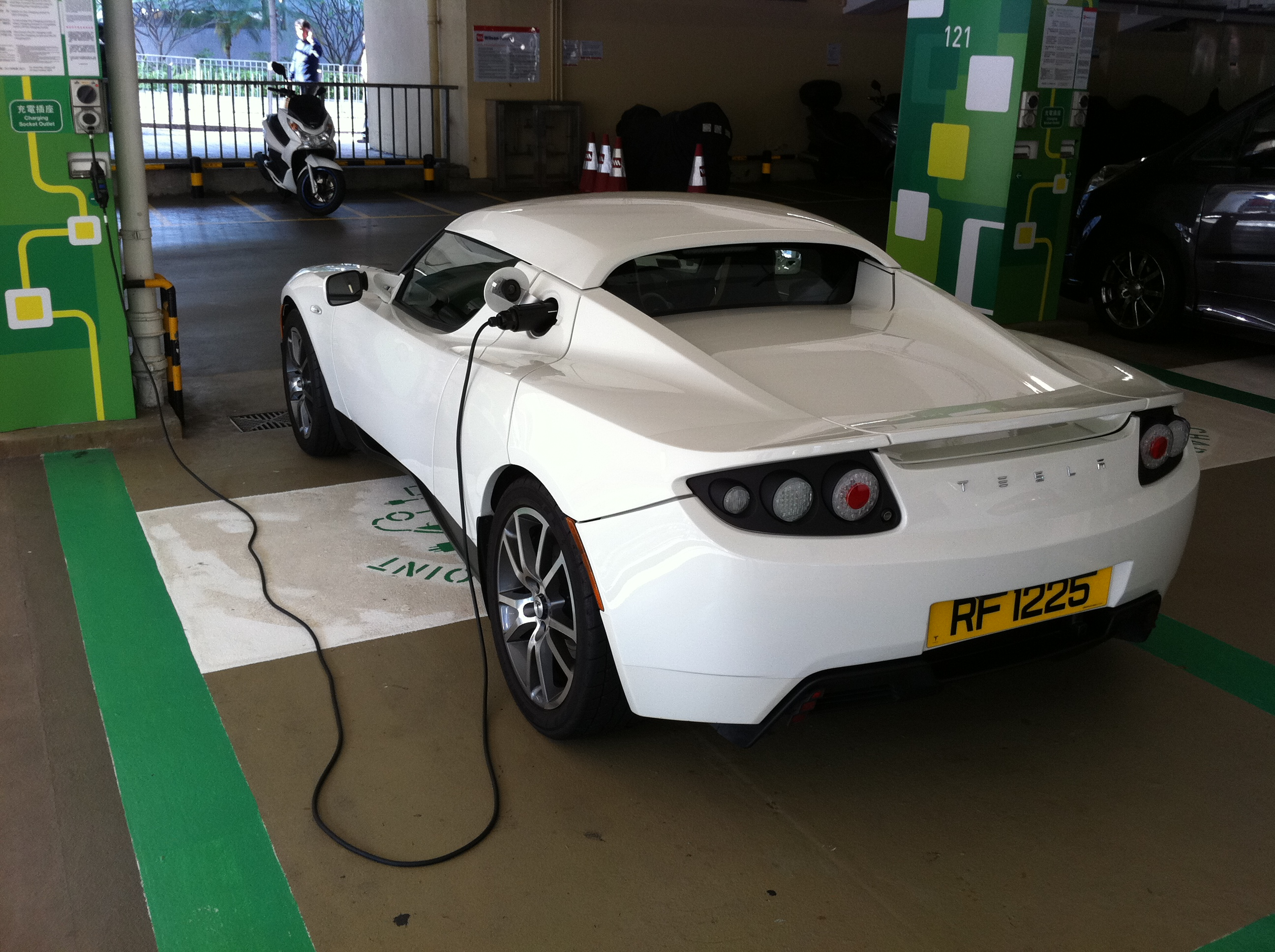
Un Tesla Roadster Cargando en la central Star Ferry en Hong Kong.

Para octubre de 2015, había 3253 vehículos eléctricos en las carreteras en Hong Kong, frente a menos de 100 unidades en 2010, y no se han desplegado más de 1200 puntos de recarga de vehículos eléctricos disponibles para uso público. Para finales de junio de 2015 fueron alrededor de dos coches eléctricos por la parada de carga pública. Para octubre de 2015, el Departamento de Transporte (TD) había aprobado 49 modelos de vehículos eléctricos, incluyendo 34 coches y motos totalmente eléctricos y 15 modelos para el transporte público y vehículos comerciales. Los modelos de camionetas de pasajeros más populares y de poca potencia disponible para las ventas al por menor incluyen el BMW i3, BYD e6, Mitsubishi i-MiEV, Mitsubishi Minicab MiEV, Nissan Leaf, Nissan e-NV200, Renault Fluence Z.E., Renault Kangoo Z.E., Renault Zoe, Smart ED, Tesla Model S, Tesla Roadster y Volkswagen e-Golf. Durante el primer trimestre de 2015 Hong Kong tuvo la tercera mayor cuota del mercado de vehículos eléctricos del mundo, con el 2,3 % de las nuevas matriculaciones de vehículos durante este trimestre. Solo Noruega y los Países Bajos tuvieron una cuota de vehículos eléctricos más grande.
El Gobierno de Hong Kong ha promovido el uso de vehículos eléctricos a través de varias medidas. El impuesto de Primera inscripción para los vehículos eléctricos no se aplica hasta el final de marzo de 2017. Además, las empresas que adquieren los vehículos eléctricos se les permite una deducción del 100 % de los impuestos sobre los beneficios para el gasto de capital en los vehículos eléctricos en el primer año de contratación. Un fondo de transporte de pilotos verdes de $ 300 millones se puso en marcha desde marzo de 2011 para la aplicación por los operadores de transporte y las organizaciones no lucrativas que prestan servicios a sus clientes y los propietarios de vehículos de mercancías, animándolos a probar tecnologías de transporte de carbón verde y bajas innovadoras. El último objetivo de la política del Gobierno es tener autobuses de emisiones cero que se ejecutan a través del territorio. Con este fin, el Gobierno asignó 180 millones de millones para las compañías de autobuses franquiciados para la compra de un solo mazo de 36 autobuses eléctricos para ensayos de funcionamiento para evaluar su eficiencia operativa y el rendimiento en las condiciones locales. Se espera que la apertura sea progresivamente por finales de 2015.
Las ventas de coches eléctricos despegaron en Hong Kong después de la introducción del Tesla Model S en julio de 2014, y un año más tarde, el Model S fue el coche totalmente eléctrico más vendido en el territorio con alrededor del 70 % de la población registrada de vehículos eléctricos (alrededor de 1720 unidades). Las ventas del Model S siguen ganando fuerza gracias a la exención de impuestos, lo que hace que el precio del S modelo sea muy competitivo en el segmento de coches de lujo, cerca de la mitad del precio de otros modelos de gama alta.
Según Tesla, para junio de 2015, Hong Kong tiene la densidad más alta del mundo de compresores Tesla, con ocho estaciones que comprende un total de 36 puestos de sobrealimentación. Esta infraestructura permite que la mayoría de los propietarios del Model S tengan un compresor dentro de los 20 minutos en coche.

## India
En la India, el Mahindra Reva e2o es el coche eléctrico que fue introducido en marzo de 2013. Opera con batería de iones de litio con 100 kilómetros de alcance durante 4 horas de carga. Además de esto, hay varias otras compañías involucradas en la fabricación de bicicletas eléctricas como Heroe y Ampere.
El gobierno de la India admitió que no ha aplicado este tipo de iniciativas/políticas para alentar la adopción de vehículos eléctricos. Esta información fue dada el 2 de diciembre de 2014 por el ministro de Estado en el Ministerio de Industrias Pesadas y Empresas Públicas G. M. Siddeshwara en una respuesta escrita a la pregunta Lok Sabha. Sin embargo, el ministro también admitió que el esquema es solo en papel y sin iniciativa política, se ha comprometido a fomentar la adopción de vehículos eléctricos en la India. El ministro dijo en su respuesta que se ha propuesto un esquema para acelerar la adopción y Fabricación de Vehículos Eléctricos e Híbridos en la India, bajo la Misión Nacional de movilidad eléctrica de 2020. El régimen prevé estimular la inducción progresiva de vehículos fiables, asequibles y eficientes, eléctricos e híbridos (XEV) en el país, que cumplen con el rendimiento de los consumidores y los precios de las expectativas, gracias a la colaboración Gobierno-Industria para la promoción y desarrollo de las capacidades de fabricación indígenas, la infraestructura requerida, la conciencia del consumidor y tecnología; ayudando así a la India, para emerger como un líder en el mercado de vehículos eléctricos de dos ruedas y cuatro ruedas en el mundo en 2020. La misión tiene como objetivo proporcionar un sistema de transporte limpio para la gente que no es dependiente de los combustibles fósiles basados en gasolina.
Para diciembre de 2014, había 2,689 vehículos eléctricos en la India.

## Israel

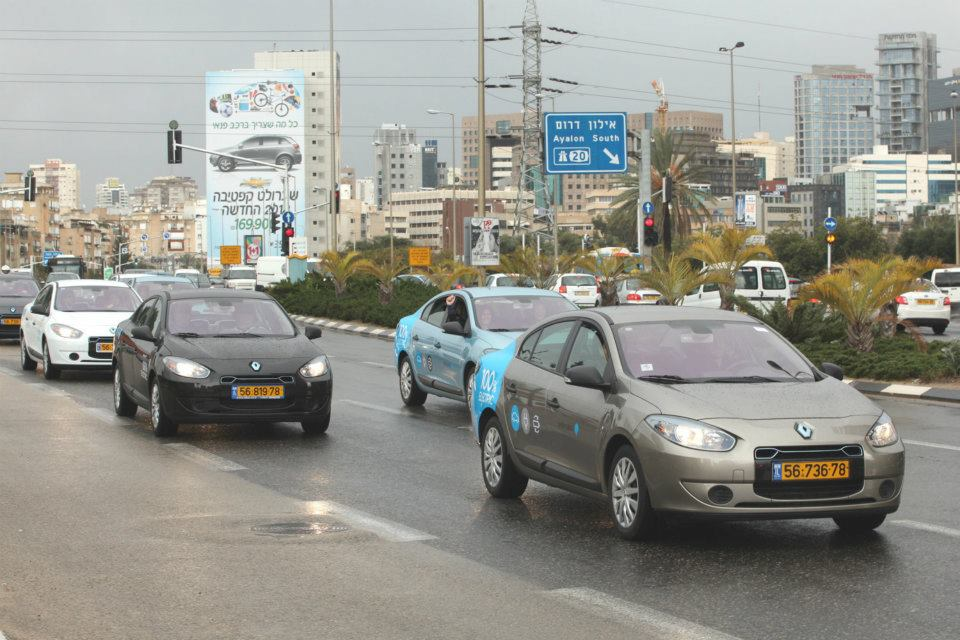
Desfile de Renault Fluence Z.E. para conmemorar las primeras entregas a los empleados de Better Place en Israel en enero de 2012.

Israel fue la primera nación que hizo convenios con Better Place para tener la infraestructura de vehículos eléctricos. Shai Agassi, el CEO de Better Place afirmó que en Israel, en 2016, más del 50% de los coches vendidos serían eléctricos. Better Place ha llegado a acuerdos con Renault-Nissan y el gobierno israelí para que comiencen las primeras fases de los esfuerzos de la compañía para desplegar la primera red de coches eléctricos integrada del mundo. Israel fue considerado un sitio viable para este esfuerzo innovador debido al tamaño relativamente pequeño del país y el hecho de que aproximadamente el 90% de los propietarios de automóviles de la nación manejan menos de 60km al día. Israel promulga políticas para crear una diferencia de impuestos entre los vehículos de emisión cero y coches tradicionales, para acelerar la transición a los coches eléctricos.

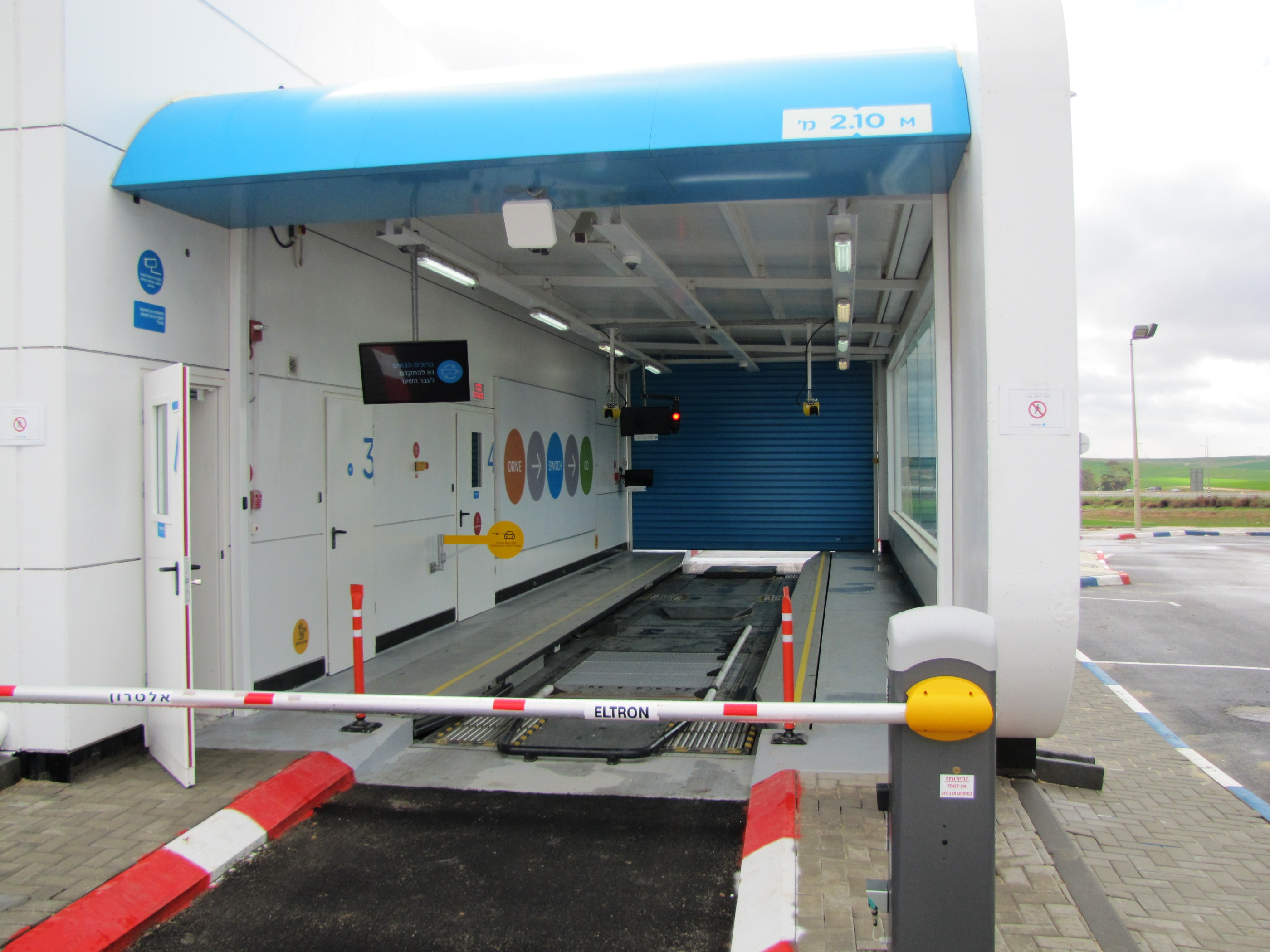
Estación de cambio de baterías de Better Place.

Better Place ha diseñado una infraestructura que consta de 500.000 estaciones de carga y casi 200 estaciones de intercambio de baterías. En diciembre de 2008, Better Place reveló su primer estacionamiento de enchufables en Tel Aviv. Además, en mayo de 2009, la compañía dio a conocer su sistema de intercambio de baterías patentada, que está diseñado para los conductores que toman largos viajes. La primera estación de la batería de intercambio en Israel, en Kiryat Ecrón, cerca de Rehovot, se desplegó en marzo de 2011. La estación fue la primera de aproximadamente 40 estaciones previstas para comenzar a operar en el corto plazo. El proceso de sustitución de baterías toma cinco minutos. La compañía también levantó 1,000 estaciones de carga funcionales para vehículos. Las órdenes del Renault Fluence ZE, el cual fue el vehículo seleccionado por Better Place network, comenzaron en julio de 2011.
Las primeras entregas del Renault Fluence Z.E. tomaron lugar el 22 de enero de 2012 y cerca de 100 vehículos eléctricos fueron entregados a los empleados de Better Place. Las entregas a clientes minoristas comenzaron en el segundo trimestre de 2012. A partir de mediados de septiembre de 2012, había 21 estaciones de intercambio de batería abiertos al público en Israel. En octubre de 2012, Better Place firmó un acuerdo con Elco para suministrar 125 Renault Fluence ZE hasta el año 2012 y 2013. Para diciembre de 2012, un total of 518 vehículos habían sido vendidos en el país y durante los primeros cuatro meses del 2013, 422 unidades fueron vendidas, logrando un total de 940 unidades.
Better Place se declaró en quiebra en Israel en mayo de 2013. Las dificultades financieras de la empresa se debe a la alta inversión necesaria para desarrollar la infraestructura de carga y el trueque, alrededor de US $ 850 millones en capital privado con una penetración de mercado significativamente menor de lo previsto originalmente por Shai Agassi. Bajo el modelo de negocio de Better Place, la compañía propietaria del Fluence Z.E, por lo que el liquidador judicial tendrá que decidir qué hacer con los clientes que no tienen la propiedad de la batería y el riesgo de quedarse con un coche inútil.

## Japón
Para abril de 2016, la cantidad vehículos eléctricos de poca potencia en Japón fue la tercera más grande del mundo después de Estados Unidos y China, con cerca de 150.000 vehículos eléctricos vendidos en el país desde el año 2009. Durante el año 2012, las ventas mundiales de vehículos eléctricos fueron conducidos por Japón con una cuota de mercado del 28% de las ventas totales, seguido de Estados Unidos con una participación de 26%. Japón ocupa el segundo lugar después de los EE. UU. en términos de participación de ventas de híbridos en 2012, con un 12% de las ventas mundiales. Un total de 30.587 de vehículos eléctricos con capacidad de carretera fueron vendidos en Japón en 2013. En el año 2014 las ventas del segmento se mantuvieron estables con 30.390 unidades vendidas y una cuota de mercado del 1,06% del total de ventas de automóviles nuevos en el país.

## Sri Lanka
Las ventas del Nissan Leaf comenzaron en Sri Lanka en 2013.
No existen incentivos o subvenciones gubernamentales para promover los coches eléctricos en Sri Lanka. El impuesto sobre vehículos eléctricos aumentó del 5% al 50% a través del presupuesto provisional del nuevo gobierno.
Para septiembre de 2015, un total de 2.072 coches eléctricos se han registrado en el país, el Nissan Leaf siendo el modelo más popular. Las ventas de automóviles eléctricos experimentaron un récord el mes de septiembre de 2015, con 471 unidades registradas, frente a solo 15 en septiembre de 2014. Cuatro Tesla Model S fueron registrados en el mes récord.